# Австраловенатор
Австраловенатор (лат. Australovenator) — род тероподных динозавров из клады Megaraptoridae, живших в позднемеловую эпоху (95 млн лет назад) на территории Австралии. Включает единственный вид — Australovenator wintonensis.

## Описание
Голотип AODL 604 найден в 60 км к северо-западу от Уинтона, в районе Elderslie Station (штат Квинсленд). Включает конечности, рёбра и нижнюю челюсть. Наблюдается сходство с фукуираптором (Fukuiraptor) и кархародонтозавридами (Carcharodontosauridae). Плотоядный тероподный динозавр получил научное название Australovenator wintonensis (авторы также дали ему прозвище Банджо в честь австралийского поэта Эндрю Бартона «Банджо» Патерсона). «Банджо был проворен и лёгок, как гепард, — рассказывает ведущий автор исследования Скотт Хокналл (Scott Hocknull) из Квинслендского музея. — На открытой местности он мог настигнуть практически любую добычу. На каждой из его передних конечностей располагались три больших когтя; в отличие от некоторых тероподных динозавров (к примеру, тираннозавров), Банджо использовал передние конечности в качестве основного средства нападения. Его можно считать сильно увеличенным в размерах австралийским аналогом велоцираптора». Анализ остатков Australovenator wintonensis должен, по словам учёного, помочь специалистам разобраться в вопросе происхождения кархародонтозаврид.